# Neopsylla aliena
Neopsylla aliena är en loppart som beskrevs av Jordan et Rothschild 1911. Neopsylla aliena ingår i släktet Neopsylla och familjen mullvadsloppor. Inga underarter finns listade i Catalogue of Life.